# Pucará (cantón)
Pucará era un cantón del municipio homónimo de la provincia de Vallegrande, en el departamento de Santa Cruz, Bolivia.

## Ubicación
El cantón de Pucará, se encontraba ubicado en las estribaciones andinas al oeste de la provincia Vallegrande, sobre los río Grande y río Mizque, limita al oeste con el departamento de Chuquisaca y al noroeste con el departamento de Cochabamba

## Superficie
El cantón de Pucará tenía una superficie de 393 km², representando el 1,40% del total provincial.

## Población
El cantón tenía una población de 1.681 habitantes según el Instituto Nacional de Estadística (censo de 2001)

## Capital
La capital del cantón era la localidad de Pucará.